# Irving Wallace

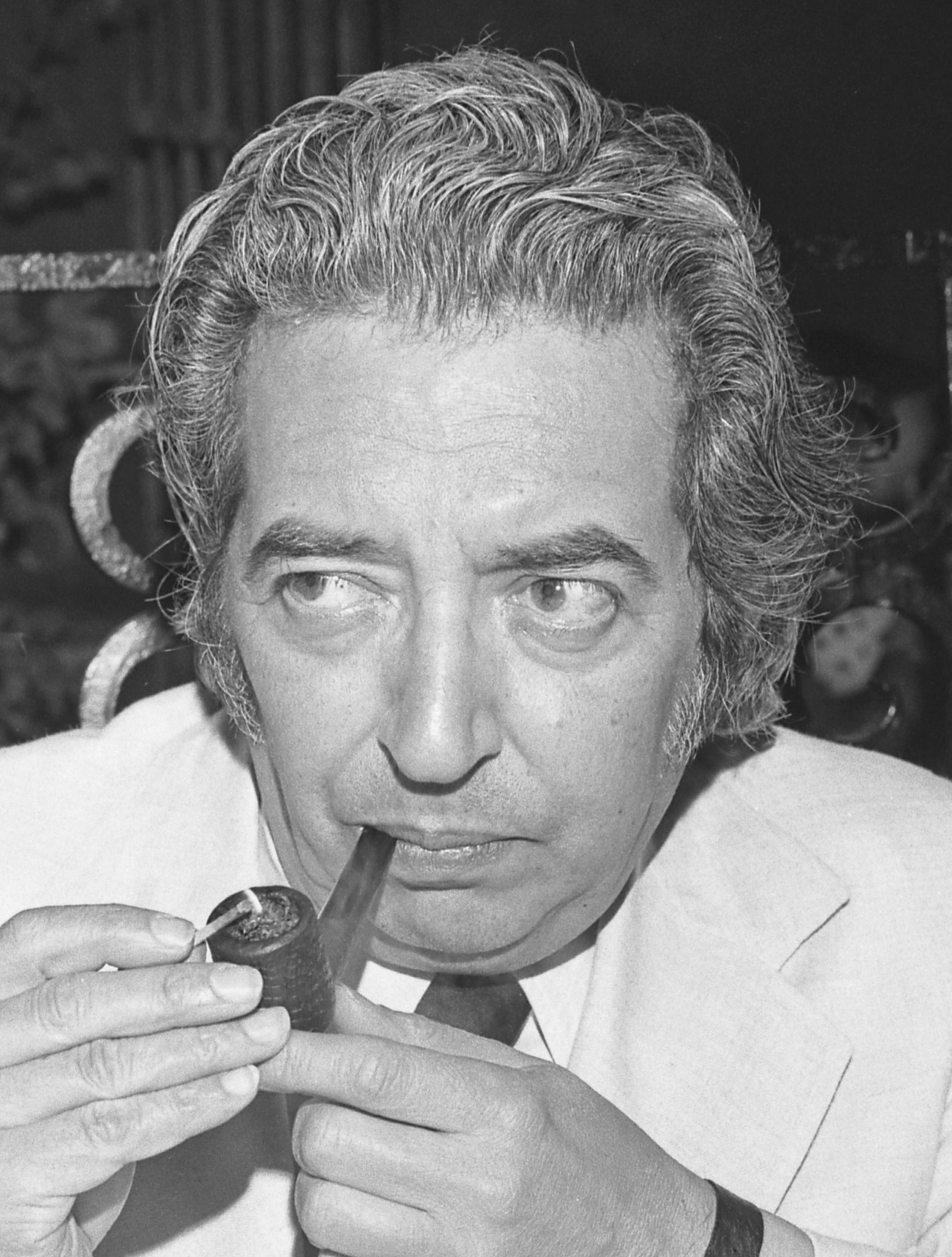
Irving Wallace (1972)

Irving Wallace (* 19. März 1916 in Chicago, Illinois; † 29. Juni 1990 in Los Angeles, Kalifornien) war ein US-amerikanischer Bestseller- und Drehbuchautor. Seine Werke sind für den Ideenreichtum und die sorgfältige Recherche bekannt.

## Leben
Wallace wurde als Kind des aus Russland eingewanderten jüdischen Ehepaars Wallechinsky geboren. Er war der Vater des Olympia-Historikers David Wallechinsky.
Mehrere seiner Bücher wurden verfilmt. Zu seinen bekanntesten Werken gehören Der Chapman Report von 1960, Der Preis von 1963 und Fan-Club von 1974. Wallace schrieb zudem einige bemerkenswerte Sachbücher, dazu gehören mehrere Ausgaben des The People Almanac und des The Book of Lists. Von ihm geschriebene Artikel erschienen in Zeitschriften wie The American Legion Magazine, Liberty, Cosmopolitan, Esquire oder Collier’s.
Wallace wuchs in Kenosha in Wisconsin auf, wo er auf die Kenosha Central High School ging. Anschließend besuchte er das Williams Institute in Berkeley, Kalifornien, und das Los Angeles City College.
Nach seinem Tod wurde Wallace auf dem Hillside Memorial Park Cemetery in Culver City in Kalifornien beerdigt. Weltweit verkaufte er über 250 Millionen Exemplare seiner Bücher.

## Werke (Auswahl)
Biographien
- Chang und Eng („The Two“). Bastei-Lübbe, Bergisch Gladbach 1979, ISBN 3-404-01331-X.
- The Fabulous Showman. The Life and Times of P. T. Barnum. Knopf, New York 1959.

Drehbücher
- Roy Del Ruth (Regie): The West Point Story. 1950.
- Joseph Pevney (Regie): Der Legionär der Sahara („Desert Legion“). 1952.
- Dick Powell (Regie): Explosion in Nevada („Split second“). 1953.
- Raoul Walsh (Regie): Mit der Waffe in der Hand („Gun Fury“). 1953.
- David Butler (Regie): Die Hölle von Dien Bien Phu („Jump into hell“). 1954.
- Henry Levin (Regie): Fluß der Rache („Gambler from Natchez“). 1954.
- Gordon Douglas (Regie): Ihr sehr ergebener... („Sincerely yours“). 1955.
- Stuart Heisler (Regie): Horizont in Flammen („The burning hills“). 1956.
- Gordon Douglas (Regie): Bomber B-52 („Bombers B52“). 1957.
- Joseph M. Newman (Regie): Die Welt der Sensationen („The Big Circus“). 1959.

Romane
- The Chapman report, Simon and Schuster 1960
  - Der Chapman-Report : Sex ersetzt d. Liebe nicht, Desch, München 1960, Übersetzer Ernst Laue, DNB 455356599
- The prize, Simon and Schuster 1962
  - Der Preis, Desch, München 1960, Übersetzerinnen  Eleonore Schlaich und Ruth Göth, DNB 455356629
- The sins of Philip Fleming, Barker 1962
  - Die sieben sündigen Tage, Droemer Knaur, München 1969, Übersetzer Carlo Bach und Lola Humm-Sernau, DNB 458567728
- The three Sirens, New American Library 1964, ISBN 0451074807
  - Die drei Sirenen, Droemer Knaur, München 1964, Übersetzer Karl Berisch, DNB 455356645
- The man, Cassell 1965
  - Der schwarze Präsident, Droemer Knaur, München 1965, Übersetzer Egon Strohm, DNB 455356602
- The plot, Cassell 1967
  - Palais Rose, Droemer Knaur, München 1968, Übersetzer Werner von Grünau, DNB 458567671
- The seven minutes, Simon and Schuster 1969, ISBN 0671203592
  - Die sieben Minuten, Droemer Knaur, München 1970, Übersetzer Norbert Wölfl, DNB 458567701
- The Word, Simon and Schuster 1972, ISBN 0671211536
  - Die andere Bibel, Lübbe, Bergisch Gladbach 1978, Übersetzerin Angela Djuren, ISBN 3-7857-0215-9
- The fan club,  Simon and Schuster 1974, ISBN 0671217178
  - Fan-Club, Bertelsmann, Gütersloh 1975, Übersetzer Günter Panske, ISBN 3-570-02629-9
- The R document, G. K. Hall 1976, ISBN 0816164045
  - Geheimakte R, Lübbe, Bergisch Gladbach 1977, Übersetzer Rolf E. Hellex, ISBN 3-7857-0199-3
- The two, Simon and Schuster 1978 (mit Amy Wallace)
  - Chang und Eng, Lübbe, Bergisch Gladbach 1979, Übersetzer Hans Jürgen Baron von Koskull, ISBN 3-404-01331-X
- The pigeon project, Simon and Schuster 1979, ISBN 0671226223
  - Das Serum, Lübbe, Bergisch Gladbach 1980, Übersetzer Bernd Rullkötter, ISBN 3-7857-0258-2
- Second lady, New American Library 1980, ISBN 0453003885
  - Doppelspiel mit Dame, Lübbe, Bergisch Gladbach 1981, Übersetzer Albert Knierim, ISBN 3-7857-0271-X
- The almighty, Book Club Associates 1983
  - Ich, der Mächtigste von allen, Diana-Verlag 1983, Übersetzer Helmut Kossodo, ISBN 3-905414-03-1
- The miracle, Sphere 1984, ISBN 0722188633
  - Countdown eines Wunders, Diana-Verlag, Zürich 1985, Übersetzer Claus Fischer, ISBN 3-905414-24-4
- The Seventh Secret, G.K. Hall 1986, ISBN 0816141487
  - Eva – Das siebte Geheimnis, Diana-Verlag, Zürich 1987, Übersetzer Claus Fischer, ISBN 3-905414-53-8
- The Celestial Bed, Sphere 1988, ISBN 074740027X
  - Die Couch,  Diana-Verlag 1989, ISBN 3-905414-86-4
- The Guest of Honor, Delacorte Press 1989, ISBN 0385298188
  - Eine Staatsaffäre, Droemer Knaur, München 1989, Übersetzer Klaus Berr, ISBN 3-426-02969-3
- The Golden Room. A novel, Sphere Books, London 1989, ISBN 0-7474-0449-6

Sachbücher
- The fabulous originals : lives of extraordinary people who inspired memorable characters in fiction, Knopf 1955
  - Die fabelhaften Originale. Das Leben außergewöhnlicher Menschen, die unvergessene Romangestalten wurden, Köhler, Minden 1963, Übersetzer Kurt Lütgen, DNB 455356610
- The Nympho and other Maniacs, Simon and Schuster, New York 1971
- The intimate sex lives of famous people, Arrow Books 1982, ISBN  009927440X
  - Rowohlts indiskrete Liste : Ehen, Verhältnisse, Amouren u. Affären berühmter Frauen u. Männer, Rowohlt, Reinbek 1981, Übersetzerin Gitta Joost, ISBN 3-498-07292-7
- The Writing of One Novel, New English Library, London 1972

## Verfilmungen
- George Cukor (Regie): Der Chapman-Report („The Chapman report“). 1961 (nach dem gleichnamigen Roman).
- Mark Robson (Regie): Der Preis („The prize“). 1963 (nach dem gleichnamigen Roman).
- Russ Meyer (Regie): Die sieben Minuten („The Seven Minutes“). 1971 (nach dem gleichnamigen Roman).
- Joseph Sargent (Regie): The man. 1972 (nach dem gleichnamigen Roman).
- Valeri Kharchenko (Regie): Dokument R. 1985 (nach dem gleichnamigen Roman).